# Чилінське сільське поселення
Чи́лінське сільське поселення (рос. Чилинское сельское поселение) — сільське поселення у складі Кожевниковського району Томської області Росії.
Адміністративний центр — село Чиліно.

## Історія
Станом на 2002 рік існували Базойська сільська рада (села Базой, Батурино) та Чилінська сільська рада (села Єрестна, Чиліно).

## Населення
Населення сільського поселення становить 1970 осіб (2019; 2019 у 2010, 2398 у 2002).

## Склад
До складу сільського поселення входять:
| Населений пункт   | Населення, осіб (2002) | Населення, осіб (2010) |
| ----------------- | ---------------------- | ---------------------- |
| Базой, село       | 602                    | 564                    |
| Батурино, село    | 542                    | 411                    |
| Єрестна, присілок | 316                    | 262                    |
| Чиліно, село      | 938                    | 782                    |